# Исматов, Махмуд
Махмуд Исматов (узб. Mahmud Ismatov; 1920 год, сельсовет Куйбышева, Ташкентский уезд, Сыр-Дарьинская область, Туркестанская АССР — неизвестно, Узбекская ССР) — советский хозяйственный, государственный и политический деятель, председатель колхоза «Коммунизм» Янгиюльского района, Ташкентская область, Узбекская ССР. Герой Социалистического Труда (1973). Депутат Верховного Совета Узбекской ССР 8 — 11 созывов.

## Биография
Родился в 1920 году в селе Куйбышева. После окончания сельской школы с 1937 года трудился в сельском хозяйстве. С 1939 года — товаровед заготовительного пункта Чиназского хлопкозавода, счетовод, бригадир колхоза «Коммунизм» Янгиюльского района. В июле 1942 года призван по мобилизации в Красную Армию. Участник Великой Отечественной войны. Воевал командиром орудия в составе 14-й батареи 1572-го зенитно-артиллерийского полка. Член КПСС с 1944 года.
После демобилизации в 1946 году возвратился на родину. Трудился товароведом Чиназского заготовительного пункта Ташкентской области, заведующий фермой, заместителем председателя колхоза «Коммунизм» Янгиюльского района. В 1952 году избран председателем этого же колхоза.
Вывел колхоз в число передовых хлопководческих хозяйств Ташкентской области. За выдающиеся трудовые показатели по сдаче государству хлопка-сырца по итогам Пятой пятилетки (1951—1955) был награждён Орденом Ленина. В последующие годы за итоги работы колхоза в годы Семилетки (1959—1965) и Восьмой пятилетки (1966—1970) дважды награждался орденами.
Указом Президиума Верховного Совета СССР от 14 декабря 1972 года удостоен звания Героя Социалистического Труда за «за большие успехи, достигнутые во Всесоюзном социалистическом соревновании, и проявленную трудовую доблесть в выполнении принятых обязательств по увеличению производства и продажи государству хлопка, зерна и других продуктов земледелия в 1973 году» с вручением ордена Ленина и золотой медали «Серп и Молот» (№ 11863).
Избирался депутатом Верховного Совета Узбекской ССР 8-го, 9-го, 10-го и 11-го созывов, с 1963 года — депутатом Ташкентского областного Совета народных депутатов и с 1971 года — членом Ташкентского обкома Компартии Узбекистана.
Умер после 1985 года.
Награды
- Герой Социалистического Труда
- Орден Ленина — дважды (11.01.1957; 1973)
- Орден Октябрьской Революции (20.02.1978)
- Орден Отечественной войны 2 степени (11.03.1985)
- Орден Трудового Красного Знамени (08.04.1971)
- Орден «Знак Почёта» (01.03.1965)
- Медаль «За боевые заслуги» (16.04.1944)

## Комментарии
1. ↑  Ныне — в Янгиюльском районе, Ташкентская область.